# Francesca Battistelli
Francesca Battistelli (Nueva York, Estados Unidos, 18 de mayo de 1985) es una cantante solista y compositora de música cristiana, elegida como artista del año 2011 en los GMA Dove Awards y ganadora del Premio Grammy en 2016. En 2004 lanzó el álbum independiente Just a Breath, aunque su primer álbum de estudio con el sello Fervent Records fue lanzado en 2008 y se tituló My Paper Heart, disco que recibió certificación de oro por la RIAA. En 2010, recibió una nominación al Premio Grammy en el renglón de mejor interpretación góspel, por el sencillo «Free to Be Me».
En 2011, lanzó su segunda producción que llamó Hundred More Years.

## Biografía
Francesca Battistelli nació el 18 de mayo de 1985 en Nueva York, Estados Unidos en el seno de una familia dedicada a la música puesto que sus padres trabajaban en obras musicales de teatro. A los seis años tuvo la oportunidad de apreciar la obra The Secret Garden en Broadway, lo cual inspiró a Francesca a seguir una carrera musical.
Su sueño de niña era convertirse en una bailarina del New York City Ballet y tomó clases de danza por diez años. A los catorce, participó de una producción de Orlando basada en la obra Ben Hur: The Musical y a los quince integró un grupo de pop llamado Bella, también de Orlando. Con Bella, tuvo la oportunidad de cantar y bailar, algo que le gustaba mucho aunque la agrupación se desintegró poco después. Battistelli asistió a un campamento juvenil cristiano, y fue ahí donde decidió escribir canciones.

### My Paper Hearty giras
En 2004 y con 19 años, Francesca lanzó su primera producción: un álbum independiente que tituló Just a Breath y a inicios de 2008, lanzó el EP I'm Letting Go bajo el sello discográfico de Fervent Records a través de ITunes. Las cuatro canciones que contenía el EP fueron incluidas en su álbum debut: My Paper Heart, que fue lanzado el 22 de julio de 2008. De este álbum se desprende el sencillo radial «I'm Letting Go», que entró al top 20 en el listado cristiano de la revista R&R en mayo de 2008, alcanzó el décimo lugar en julio del mismo año y ocupó la tercera ubicación al término del año. Además, fue la decimosexta canción más reproducida de 2008 en las estaciones de radio cristianas. My Paper Heart debutó en el primer lugar en iTunes en julio y se mantuvo entre las diez primeras posiciones del chart de Christian Albums de Billboard por cuatro semanas.
La canción «Free To Be Me» alcanzó la primera posición de los listados de Christian Songs de Billboard y de CHR de R&R y recibió una nominación al Premio Grammy. También se lanzaron como sencillos los temas «It's Your Life» y «Beautiful, Beautiful».
Por esa época, Battistelli inició una gira en los Estados Unidos, como solista y acompañada en ocasiones por el grupo Big Daddy Weave, también de Fervent Records. Participó en varios festivales musicales cristianos como el Spirit West Coast en California y en el Alive Fest y fue invitada a la gira de Aaron Shust y NewSong, todo en 2008.
Battistelli se unió a TobyMac, Hawk Nelson y Brandon Heath entre otros, en el tour Winter Jam 2009, el evento musical cristiano más importante en Estados Unidos, que se realizó entre enero y marzo de 2009. El 23 de noviembre de 2009, el sencillo «It's Your Life» apareció en las series Jon & Kate Plus 8 y The Biggest Loser. Además, lanzó el EP It's Your Life por iTunes en Estados Unidos.

### Hundred More YearsyChristmas
En 2010, Battistelli fue elegida como vocalista femenina del año en los GMA Dove Awards, a la vez que recibió el premio a video musical versión corta del año por Free To Be Me. En 2011, participó del Winter Jam otra vez y lanzó su segundo álbum de estudio el 1 de marzo de ese año, titulado Hundred More Years. El sencillo «This is the Stuff» fue lanzado a inicios de 2011 y le siguió «Motion of Mercy». 
El 13 de julio de 2012, My Paper Heart recibió certificación de oro por la RIAA, convirtiéndose en el primer álbum debut de un artista cristiano en casi una década en recibir tal honor.
El 16 de octubre de 2012, Francesca lanzó un álbum de Navidad titulado Christmas.

## Vida privada
El 27 de agosto de 2009, Francesca Battistelli contrajo matrimonio con Matthew Goodwin, percusionista de NewSong. Su primogénito, Matthew Elijah, nació el 22 de septiembre de 2010 y su hija, Audrey Jane, nació el 3 de julio de 2012.

## Discografía

### Álbumes
Álbumes de estudio
| Año                                                      | Álbum                                                                                               | Máxima posición en listas  | Máxima posición en listas           | Máxima posición en listas | Máxima posición en listas | Máxima posición en listas | Máxima posición en listas | Máxima posición en listas | Máxima posición en listas      | Máxima posición en listas |
| Año                                                      | Álbum                                                                                               | Billboard Christian Albums | Billboard Christian & Gospel Albums | Billboard Catalog Albums  | Billboard Digital Albums  | Billboard Holiday Albums  | Billboard Internet Albums | Billboard Current Albums  | Billboard Comprehensive Albums | Billboard 200             |
| -------------------------------------------------------- | --------------------------------------------------------------------------------------------------- | -------------------------- | ----------------------------------- | ------------------------- | ------------------------- | ------------------------- | ------------------------- | ------------------------- | ------------------------------ | ------------------------- |
| 2004                                                     | Just a Breath - Fecha de lanzamiento: agosto de 2004 - Sello discográfico: Independiente            | —                          | —                                   | —                         | —                         | —                         | —                         | —                         | —                              | —                         |
| 2008                                                     | My Paper Heart - Fecha de lanzamiento: 22 de julio de 2008 - Sello discográfico: Fervent Records    | 1                          | 1                                   | 16                        | —                         | —                         | —                         | 35                        | 49                             | 35                        |
| 2011                                                     | Hundred More Years - Fecha de lanzamiento: 1 de marzo de 2011 - Sello discográfico: Fervent Records | 1                          | 1                                   | 4                         | 21                        | —                         | 12                        | 16                        | —                              | 16                        |
| 2012                                                     | Christmas - Fecha de lanzamiento: 16 de octubre de 2012 - Sello discográfico: Fervent Records       | 3                          | 3                                   | 11                        | —                         | 11                        | —                         | 59                        | —                              | 69                        |
| "—" denota que el lanzamiento no logró entrar en listas. | |                            |                                     |                           |                           |                           |                           |                           |                                |                           |

EPs
- I'm Letting Go (2009)
- It's Your Life (2009): Puesto 47 en Christian Albums de Billboard.

Otros
- My Paper Heart: Deluxe Edition (2010)

### Sencillos
| Año | Sencillo                                   | Máxima posición en listas | Máxima posición en listas        | Máxima posición en listas    | Máxima posición en listas         | Máxima posición en listas      | Máxima posición en listas   | Máxima posición en listas   | Máxima posición en listas | Máxima posición en listas       | Máxima posición en listas   | Máxima posición en listas                | Máxima posición en listas | Álbum                              |
| Año | Sencillo                                   | Billboard Christian Songs | Billboard Christian AC Indicator | Billboard Christian AC Songs | Billboard Christian Digital Songs | Billboard Christian Hot AC/CHR | Billboard Christian Soft AC | Billboard Heatseekers Songs | Billboard Digital Songs   | Billboard Holiday Digital Songs | Billboard Hot Singles Sales | Billboard Bubbling Under Hot 100 Singles | Billboard Hot 100         | Álbum                              |
| --- | ------------------------------------------ | ------------------------- | -------------------------------- | ---------------------------- | --------------------------------- | ------------------------------ | --------------------------- | --------------------------- | ------------------------- | ------------------------------- | --------------------------- | ---------------------------------------- | ------------------------- | ---------------------------------- |
| 2008 | «I'm Letting Go»                           | 3                         | —                                | 3                            | 36                                | —                              | —                           | —                           | —                         | —                               | 3                           | —                                        | —                         | My Paper Heart                     |
| 2008 | «Blue Sky»                                 | —                         | —                                | —                            | 43                                | —                              | —                           | —                           | —                         | —                               | —                           | —                                        | —                         | My Paper Heart                     |
| 2009 | «Free to Be Me»                            | 1                         | —                                | 1                            | 17                                | —                              | —                           | —                           | —                         | —                               | —                           | 17                                       | —                         | My Paper Heart                     |
| 2009 | «It's Your Life»                           | 12                        | 11                               | 11                           | 36                                | 7                              | —                           | 5                           | 68                        | —                               | —                           | —                                        | 95                        | My Paper Heart                     |
| 2010 | «Beautiful, Beautiful»                     | 6                         | 4                                | 6                            | 6                                 | 8                              | 5                           | —                           | —                         | —                               | 25                          | —                                        | —                         | My Paper Heart                     |
| 2010 | «Have Yourself A Merry Little Christmas»   | 22                        | —                                | 24                           | —                                 | —                              | —                           | —                           | —                         | —                               | —                           | —                                        | —                         | Come Now Our King                  |
| 2010 | «Lead Me To The Cross»                     | —                         | —                                | —                            | 21                                | —                              | —                           | —                           | —                         | —                               | —                           | —                                        | —                         | Sencillo                           |
| 2011 | «Be Born In Me»                            | 20                        | 21                               | 5                            | —                                 | —                              | 8                           | —                           | —                         | —                               | —                           | —                                        | —                         | Music Inspired By "The Story"      |
| 2011 | «You're Here»                              | 6                         | —                                | 5                            | 15                                | —                              | —                           | —                           | —                         | —                               | —                           | —                                        | —                         | WOW Christmas                      |
| 2011 | «This Is The Stuff»                        | 3                         | 1                                | 3                            | 1                                 | 3                              | 11                          | 24                          | —                         | —                               | —                           | 15                                       | —                         | Hundred More Years                 |
| 2011 | «Motion of Mercy»                          | 17                        | 5                                | 15                           | —                                 | —                              | 6                           | —                           | —                         | —                               | —                           | —                                        | —                         | Hundred More Years                 |
| 2012 | «Angel By Your Side»                       | 19                        | 12                               | 16                           | 40                                | —                              | 11                          | —                           | —                         | —                               | —                           | —                                        | —                         | Hundred More Years                 |
| 2012 | «Heaven Everywhere»                        | 17                        | 21                               | 7                            | 9                                 | —                              | 2                           | —                           | —                         | 40                              | —                           | —                                        | —                         | Christmas                          |
| 2012 | «Christmas Is»                             | 13                        | —                                | 8                            | —                                 | —                              | —                           | —                           | —                         | —                               | —                           | —                                        | —                         | Christmas                          |
| 2012 | «The Christmas Song»                       | 33                        | —                                | 26                           | —                                 | —                              | —                           | —                           | —                         | —                               | —                           | —                                        | —                         | Christmas                          |
| 2012 | «What Child Is This? (First Noel Prelude)» | 40                        | —                                | —                            | 41                                | —                              | —                           | —                           | —                         | —                               | —                           | —                                        | —                         | Christmas                          |
| 2012 | «Joy To The World»                         | 41                        | —                                | —                            | —                                 | —                              | —                           | —                           | —                         | —                               | —                           | —                                        | —                         | Christmas                          |
| 2012 | «Marshmallow World»                        | 41                        | —                                | 24                           | —                                 | —                              | —                           | —                           | —                         | —                               | —                           | —                                        | —                         | Christmas                          |
| 2012 | «Go, Tell It On The Mountain»              | 43                        | —                                | —                            | —                                 | —                              | —                           | —                           | —                         | —                               | —                           | —                                        | —                         | Christmas                          |
| 2013 | «Strangely Dim»                            | 9                         | *                                | *                            | *                                 | *                              | *                           | —                           | *                         | *                               | *                           | *                                        | —                         | Hundred More Years: Deluxe Edition |
| 2014 | «Write Your Story»                         | 20                        | *                                | *                            | *                                 | *                              | *                           | —                           | *                         | *                               | *                           | *                                        | —                         | Álbum por anunciar                 |
| "—" denota que el lanzamiento no logró entrar en listas. "*" denota que se desconoce su posición en la lista. |                                            |                           |                                  |                              |                                   |                                |                             |                             |                           |                                 |                             |                                          |                           |                                    |

## Premios y nominaciones
| Año  | Premio                           | Categoría                                                     | Trabajo nominado               | Resultado |
| ---- | -------------------------------- | ------------------------------------------------------------- | ------------------------------ | --------- |
| 2010 | Premios Grammy                   | Mejor interpretación góspel                                   | «Free To Be Me»                | Nominada  |
| 2015 | Premios Grammy                   | Mejor interpretación de música gospel/cristiana contemporánea | «Write Your Story»             | Nominada  |
| 2015 | Premios Grammy                   | Mejor álbum de música cristiana contemporánea                 | If We're Honest                | Nominada  |
| 2016 | Premios Grammy                   | Mejor interpretación de música gospel/cristiana contemporánea | «Holy Spirit»                  | Ganadora  |
| 2009 | GMA Dove Awards                  | Artista nuevo del año                                         | Francesca Battistelli          | Nominada  |
| 2009 | GMA Dove Awards                  | Vocalista femenina del año                                    | Francesca Battistelli          | Nominada  |
| 2009 | GMA Dove Awards                  | Canción del año                                               | «I'm Letting Go»               | Nominada  |
| 2009 | GMA Dove Awards                  | Canción pop/contemporánea del año                             | «I'm Letting Go»               | Nominada  |
| 2009 | GMA Dove Awards                  | Álbum pop/contemporáneo del año                               | My Paper Heart                 | Nominada  |
| 2010 | GMA Dove Awards                  | Artista del año                                               | Francesca Battistelli          | Nominada  |
| 2010 | GMA Dove Awards                  | Vocalista femenina del año                                    | Francesca Battistelli          | Ganadora  |
| 2010 | GMA Dove Awards                  | Compositor del año                                            | Francesca Battistelli          | Nominada  |
| 2010 | GMA Dove Awards                  | Canción del año                                               | «Free To Be Me»                | Nominada  |
| 2010 | GMA Dove Awards                  | Canción pop/contemporánea del año                             | «Free To Be Me»                | Nominada  |
| 2010 | GMA Dove Awards                  | Video musical versión corta del año                           | Free To Be Me                  | Ganadora  |
| 2011 | GMA Dove Awards                  | Vocalista femenina del año                                    | Francesca Battistelli          | Ganadora  |
| 2011 | GMA Dove Awards                  | Artista del año                                               | Francesca Battistelli          | Ganadora  |
| 2011 | GMA Dove Awards                  | Canción del año                                               | «Beautiful, Beautiful»         | Nominada  |
| 2011 | GMA Dove Awards                  | Canción pop/contemporánea del año                             | «Beautiful, Beautiful»         | Ganadora  |
| 2012 | GMA Dove Awards                  | Vocalista femenina del año                                    | Francesca Battistelli          | Nominada  |
| 2012 | GMA Dove Awards                  | Álbum pop/contemporáneo del año                               | Hundred More Years             | Nominada  |
| 2012 | GMA Dove Awards                  | Álbum de evento especial del año                              | Music Inspired by "The Story"  | Ganadora* |
| 2013 | GMA Dove Awards                  | Artista del año                                               | Francesca Battistelli          | Nominada  |
| 2013 | GMA Dove Awards                  | Álbum de Navidad del año                                      | Christmas                      | Nominada  |
| 2013 | GMA Dove Awards                  | Empaque musical del año                                       | Christmas                      | Nominada  |
| 2015 | GMA Dove Awards                  | Canción del año                                               | «He Knows My Name»             | Nominada  |
| 2015 | GMA Dove Awards                  | Artista del año                                               | Francesca Battistelli          | Nominada  |
| 2015 | GMA Dove Awards                  | Canción de adoración del año                                  | «Holy Spirit»                  | Nominada  |
| 2015 | Billboard Music Awards           | Mejor canción cristiana                                       | «He Knows My Name»             | Nominada  |
| 2013 | K-LOVE Fan Awards                | Artista femenina del año                                      | Francesca Battistelli          | Nominada  |
| 2014 | K-LOVE Fan Awards                | Artista femenina del año                                      | Francesca Battistelli          | Nominada  |
| 2015 | K-LOVE Fan Awards                | Artista femenina del año                                      | Francesca Battistelli          | Ganadora  |
| 2015 | K-LOVE Fan Awards                | Canción del año                                               | «He Knows My Name»             | Nominada  |
| 2011 | About.com Readers' Choice Awards | Mejor vocalista cristiana femenina                            | Francesca Battistelli          | Nominada  |
| 2007 | BMI Christian Music Awards       | Una de las canciones más sonadas de la radio                  | «Beautiful, Beautiful»         | Ganadora  |
| 2015 | BMI Christian Music Awards       | Una de las canciones más sonadas de la radio                  | «Strangely Dim»                | Ganadora  |
| 2014 | ASCAP Christian Music Awards     | Una de las canciones más reproducidas                         | «Strangely Dim»                | Ganadora  |
| 2009 | Premios AMCL                     | Artista inglés del año                                        | Francesca Battistelli          | Nominada  |
| 2009 | Premios AMCL                     | Álbum inglés del año                                          | My Paper Heart                 | Nominada  |
| 2009 | Premios AMCL                     | Canción inglesa del año                                       | «Beautiful, Beautiful»         | Nominada  |
| 2009 | Premios AMCL                     | Video inglés del año                                          | Free To Be Me                  | Nominada  |
| 2009 | Premios AMCL                     | Video inglés del año                                          | The Lost Get Found             | Nominada  |
| 2010 | Premios AMCL                     | Artista inglés del año                                        | Francesca Battistelli          | Nominada  |
| 2010 | Premios AMCL                     | Canción inglesa del año                                       | «Beautiful, Beautiful»         | Ganadora  |
| 2010 | Premios AMCL                     | Álbum inglés del año                                          | My Paper Heart: Deluxe Edition | Nominada  |
| 2010 | Premios AMCL                     | Video inglés del año                                          | Beautiful, Beautiful           | Nominada  |
| 2011 | Premios AMCL                     | Artista inglés del año                                        | Francesca Battistelli          | Ganadora  |
| 2011 | Premios AMCL                     | Canción inglesa del año                                       | «This Is The Stuff»            | Ganadora  |
| 2011 | Premios AMCL                     | Álbum inglés del año                                          | Hundred More Years             | Nominada  |
| 2011 | Premios AMCL                     | Video inglés del año                                          | This Is The Stuff              | Nominada  |
| 2011 | Premios AMCL                     | Premio especial canción inglesa de excelencia                 | «Beautiful, Beautiful»         | Ganadora  |
| 2013 | Premios AMCL                     | Tour del año                                                  | We Cry Out Tour                | Nominada* |
| 2013 | Premios AMCL                     | Canción inglesa del año                                       | «Strangely Dim»                | Nominada  |
| 2013 | Premios AMCL                     | Álbum góspel contemporáneo del año                            | Christmas                      | Nominada  |

* Junto a otros artistas.